# Mikrokomputery
Mikrokomputery to seria wydawnicza książek z zakresu  informatyki i zagadnień pokrewnych, wydawana w latach osiemdziesiątych i na początku lat dziewięćdziesiątych przez Wydawnictwa Naukowo-Techniczne (WNT).
Wydane książki z serii Mikrokomputery:
- Jan Bielecki: Biblioteki ANSI C
- Jan Bielecki: Od C do C++ programowanie obiektowe w języku C
- Jan Bielecki: Fortran 77
- Jan Bielecki: Język C – implementacja standardu
- Jan Bielecki: Język Forth
- Jan Bielecki: System operacyjny ISIS-II, 1987 r.
- Jan Bielecki: TopSpeed rozszerzona Modula-2 dla IBM PC
- Jan Bielecki: Turbo Assembler i Turbo Debugger
- Jan Bielecki: Turbo C z grafiką dla IBM PC
- Jan Bielecki: Turbo Pascal 5.5 wersja obiektowa
- Jan Bielecki: Turbo Pascal wersja 3.0
- Jan Bielecki: Turbo Pascal z grafiką dla IBM PC
- Stanisław Waligórski: Programowanie w języku LOGO
- Andrzej Nafalski, Mirosław Wójtowicz: Programowanie strukturalne w języku TURBO BASIC
- Jerzy Karczmarczuk: Mikroprocesor Z80
- Roman A. Plaza, Eugeniusz J. Wróbel: Systemy czasu rzeczywistego. Warszawa: Wydawnictwa Naukowo-Techniczne, 1988. ISBN 83-204-1064-9. Brak numerów stron w książce
- Wojciech Cellary, Waldemar Wieczerzycki: Wielozadaniowy system operacyjny czasu rzeczywistego iRMX 88, 1988 r.
- Wojciech Cellary, Zbyszko Królikowski: Wprowadzenie do projektowania baz danych dBase III
- Wojciech Cellary, Jarogniew Rykowski: System operacyjny CP/J dla mikrokomputera Elwro 800 Junior
- Wacław Iszkowski: Nauka programowania w języku Basic dla początkujących, 1987 r.
- Małgorzata Kalinowska-Iszkowska, Wacław Iszkowski: Klucze do Basicu, 1987 r.
- Roman Świniarski: System operacyjny CP/M, 1988 r.
- Jacques Boisgontier, Sophie Brébion: BASIC dla wszystkich, 1987, ISBN 83-204-0858-X
- Alex Ragen: Leksykon języka C, 1990 r.
- Witold Sikorski: Wprowadzenie do użytkowania mikrokomputerów, 1989 r.
- Bohdan Frelek: Commodore 64, 1988 r.
- Henryk Małysiak, Bolesław Pochopień, Eugeniusz Wróbel: Mikrokomputery klasy IBM PC, 1992 r.
- Donald Hearn, M. Pauline Baker: Grafika mikrokomputerowa, 1988 r.
- John Lansdown: Grafika komputerowa, 1990 r.
- Ludwig Classen, Ulrich Oefler: Programowanie systemów mikrokomputerowych, 1989 r.
- Wolfgang Link: Jak mierzyć, sterować i regulować za pomocą Basicu?, 1988 r.